# Central Army Group

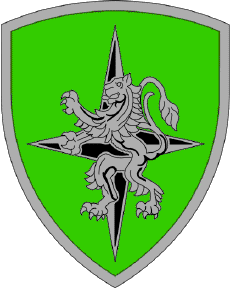
Verbandsabzeichen der CENTAG

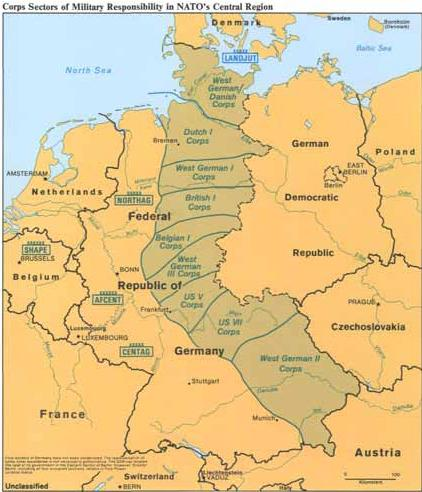
Verantwortungsbereiche der Korps in NATO-Mitteleuropa in den 1980er Jahren

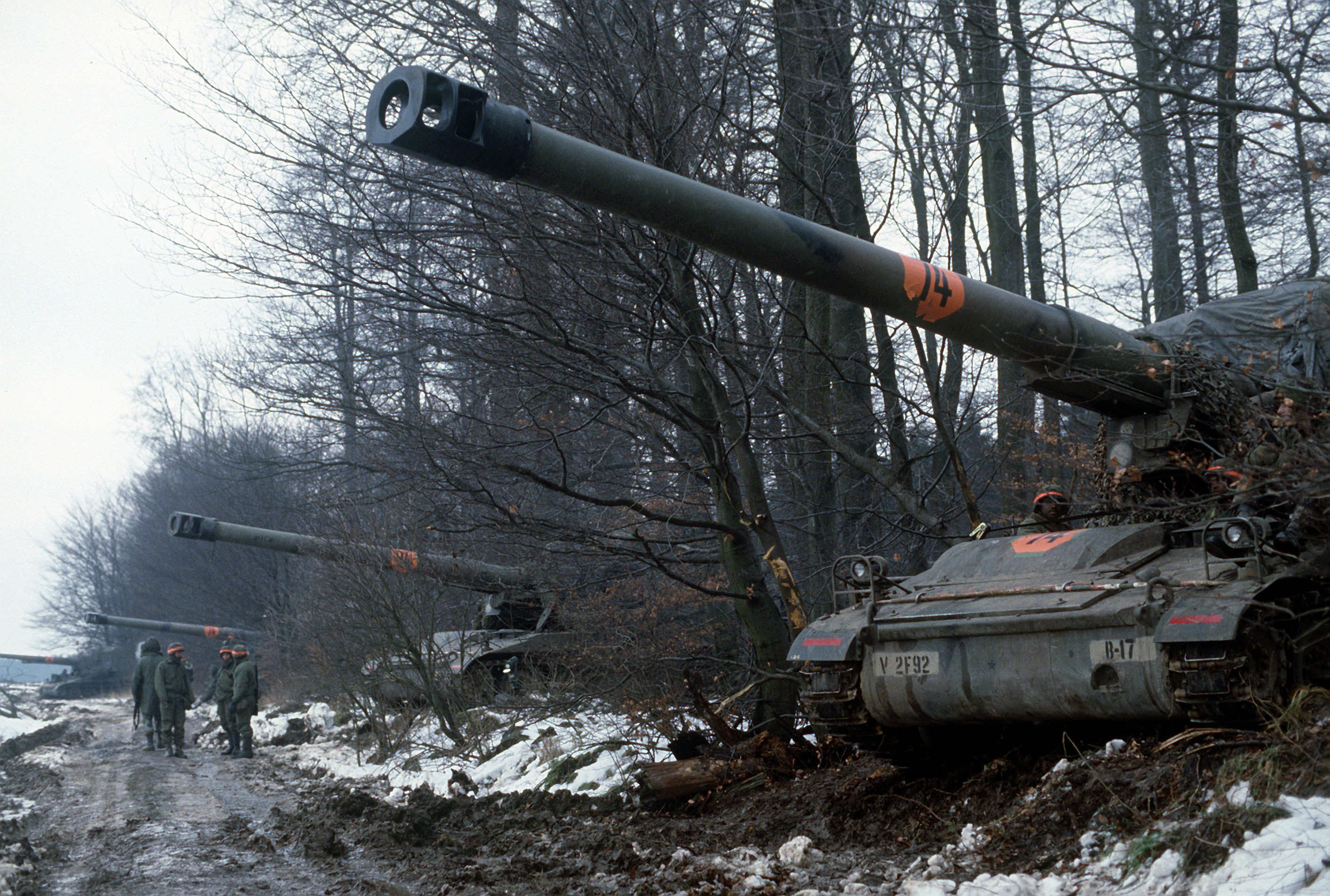
US-amerikanische M110A2 203mm Haubitzen während einer REFORGER-Übung im Jahr 1985

Central Army Group (CENTAG) war die Bezeichnung für eine Heeresgruppe mit Hauptquartier in Heidelberg, die zur Zeit des Kalten Krieges im Verteidigungsfall aus mehreren Heereskorps von NATO-Mitgliedsländern gebildet worden wäre. CENTAG hätte dabei der Verteidigung der südlichen Hälfte der Bundesrepublik Deutschland gedient, während die NORTHAG (Northern Army Group) die nördliche Hälfte verteidigt hätte. Beide waren dem Kommando von AFCENT (Allied Forces Central Europe) unterstellt, welches wiederum dem SHAPE (Supreme Headquarters Allied Powers Europe) unterstand.
1993 wurde die CENTAG durch das Hauptquartier von LANDCENT (Allied Land Forces Central Europe) ersetzt, welches dann 2000 ins JHQ CENT (Joint Headquarters Centre Heidelberg), 2004 ins CC-Land HQ HD (Component Command-Land Headquarters, Heidelberg) und 2010 ins HQ FC HD (Headquarters Allied Force Command Heidelberg) umstrukturiert wurde. Am 1. April 2013 wurde das Kommando eingestellt.

## Auftrag
Die NATO-Armeegruppe Mitte (CENTAG) gliederte sich in das V. US-Korps im Zentrum, mit dem III. DE-Korps und dem VII. US-Korps an den Flanken. CENTAG hatte den Auftrag, mit den Deckungstruppen, insbesondere mit dem an der innerdeutschen Grenze stationierten 11th Armored Cavalry Regiment im osthessischen Bergland so lange das Verzögerungsgefecht zu führen, bis die Hauptkräfte am VRV aufmarschiert sind.
Vor allem der Gefechtsabschnitt des V. US Corps galt aufgrund der besonderen Geographie des „Fulda Gap“ (100 Kilometer Entfernung vom westlichsten Punkt der DDR bis Flughafen Frankfurt Airport und von dort aus nur noch 40 Kilometer bis zum Rhein) als besonders gefährdet.
Obwohl sich CENTAG gegenüber dem Warschauer Pakt in numerischer Unterzahl befand, war die Heeresgruppe in der Lage gut ausgebildete und ausgerüstete US-amerikanische und deutsche Kampfverbände aufzustellen, die in Verbund von Panzer- und Panzergrenadiertruppe in die Lage versetzt wurde, mit überlegener Waffentechnologie, insbesondere in der Panzerabwehr zu Land und zur Luft, das Gefecht der verbundenen Waffen zu führen. Um die Kampf- und Feuerkraft zu erhöhen, waren die in Europa stationierten US-Divisionen mit einem zusätzlichen Manöver Bataillon und das Korps mit einem zusätzlichen Panzerregiment ausgestattet.
Schon im Jahr 1958 definierte CENTAG gemäß Emergency Defense Plan EDP 2-58, vom Juli 1958, vier Verteidigungslinien, die zu halten waren. Die benachbarte Heeresgruppe NORTHAG hatte mit anfangs nur neun Divisionen und einer gesamten Frontlänge von 380 Kilometer, somit 42 Kilometer überdehnte Frontbreite pro Division, einen ungleich ungünstigeren Gefechtsabschnitt zu verteidigen.
Die Zentrale Heeresgruppe CENTAG sollte die Schlacht an der innerdeutschen Grenze mit dem Verzögerungsgefecht der Deckungskräfte beginnen. Die Hauptverteidigungskräfte der vier Korps sollten die Waldgebiete des Kaufunger Walds und des Knüllgebirges nördlich von Fulda halten und verhindern, dass der Feind bis zum Rhein durchbricht. Der Geländeabschnitt von CENTAG bietet neben dem Fulda Gap auch den Thüringen-Korridor von Hof als natürliche Hindernisse, die eine Verteidigung begünstigen. Operativ standen beide US-Korps im Rahmen der „Forward Defense“ nebeneinander, um dem Warschauer Pakt die Einfallsrouten aus dem Fulda Gap, dem Hof und dem Cham massiv zu blockieren und gegen den Feind in der Tiefe zu verteidigen. Zum Einsatz sollten sowohl Luft- als auch Bodenaufklärungskräfte, um gegnerische Truppenkonzentrationen im Verzögerungsraum frühzeitig auszumachen und mit weitreichendem Feuer bekämpfen zu können.
Dies war die vornehmliche Aufgabe der luftbeweglichen Kavallerie-Regimenter (Air Cavalry Regiment), die nach Beendigung ihres Auftrages von den nachrückenden Panzer- und Panzergrenadiereinheiten abgelöst werden sollten. Auch sollte in großem Umfang die AirLandBattle-Doktrin zum Einsatz kommen.  Diese beinhaltete vor allem tiefreichende Luftangriffe, um die feindlichen Folgetruppen zu hemmen (FOFA-Schläge) und zu verlangsamen. In der Zwischenzeit können M1-Kampfpanzer und M2 Bradley-Schützenpanzer durch Abnutzung feindlicher Streitkräfte und Gegenangriffe im Sektor eingreifen.

### General Defense Plan 31001
Der Operationsplan von CENTAG, in Form des General Defense Plan 31001 (GDP 31001), der die Grundlage für den militärischen Einsatz des V. US-Korps bildete, wurde Anfang der 1980er Jahre vom Ministerium für Staatssicherheit im vollen Umfang aufgeklärt.
Der GDP 31001 folgt den Prinzipien der Vorneverteidigung und der Flexible Response, bezüglich der Nuklearstrategie. Grundannahme des GDP 31001 ist eine kurze Vorwarnzeit der NATO von 48 Stunden. Auftrag des V. US-Korps ist es, die Integrität des NATO-Territoriums wiederherzustellen und Angriffsverbände des Warschauer Paktes in einer möglichst frühen Phase der Gefechte durch Führen von Gegenangriffen oder Kernwaffenschlägen im grenznahen Raum zu zerschlagen.
In der Operationsart Verteidigung sollte die 12. Panzerdivision als Rochade aus dem Verband des III. DE-Korps herausgelöst und der 1. Verteidigungsstaffel des V. US-Korps unterstellt werden. Grundlage des GDP bildet die jeweilige Feindlagebeurteilung über Aufmarsch und vermutete Absicht des Warschauer Paktes (sechs bis acht Divisionen in der ersten operativen Angriffsstaffel und drei bis vier Divisionen in der zweiten Staffel). Schwerpunkte des Angriffes werden in den Richtungen Eisenach, Bad Hersfeld, Alsfeld und Eisenach, Hünfeld und Schlitz erwartet.

## Stärke und Bewaffnung
Mitte der 1980er Jahre bestand CENTAG aus vier Heereskorps mit insgesamt 11 Divisionen, einigen selbstständigen Brigaden und zwei Panzerregimenter. Zur Bewaffnung gehörten 48 Lance-Kurzstreckenraketen-Abschussrampen, bis zu 5.000 Panzer und 3.500 Artilleriegeschütze und Mörser. Außerdem mehr als 6.700 Panzerabwehrwaffen (hauptsächlich MILAN, TOW und HOT-Panzerabwehrlenkraketen (PALR)) und 1.200 Hubschrauber. Die Stärke hätte im Kriegsfall über 300.000 US-amerikanische, westdeutsche und kanadische Soldaten überstiegen. Die Bodenkräfte wurden von der 4 ATAF Luftstreitkräfte mit 900 Kampfflugzeugen unterstützt. Von den Atomwaffen standen 36 Pershing-Abschussrampen der 56th PERSHING Missile Brigade in Schwäbisch Gmünd und 150 Flugabwehrraketen des 32nd Air Defense Command (Army) zur Verfügung. Der Einsatz von Atomwaffen oblag allein der US-amerikanischen Verfügungsgewalt. Anderen Angaben zufolge waren es 108 Pershing- und 36 Lance-Abschussrampen, 2.000 Panzer (4.000 Panzer in POMCUS-Depots), 1.500 Artilleriegeschütze und Mörser, 3.600 PALR, 1.000 Hubschrauber und 730 Kampfflugzeuge.

## Gliederung von CENTAG
- HQ/Gefechtsstand CENTAG
  - 7th US Army HQ, Heidelberg

- 18th Engineer Brigade, Karlsruhe

- 1st Canadian Division
  - 4 Canadian Mechanized Brigade Group, CFB Lahr
  - 5 Groupe-Brigade Mécanisé du Canada, CFB Valcartier

- III. DE Korps, Koblenz
  - 2. Panzergrenadierdivision, Kassel
  - 5. Panzerdivision, Diez
  - 12. Panzerdivision, Veitshöchheim
  - Luftlandebrigade 26 „Saarland“

- V. US Corps, Frankfurt am Main
  - 3rd US-Armored Division, Frankfurt
  - 4th US-Infantry Division (Mechanized), „Ivy“, Fort Carson
  - 8th US-Infantry Division (Mechanized), „Pathfinder“, Bad Kreuznach
  - 194th Armored Brigade, Fort Knox – über REFORGER-Maßnahmen in den Kriegsschauplatz Deutschland verlegt
  - 197th Infantry Brigade (Mechanized), Fort Benning – über REFORGER-Maßnahmen in den Kriegsschauplatz Deutschland verlegt
  - 11th Armored Cavalry Regiment, Fulda

- VII. US Corps, Stuttgart
  - 1st US-Armored Division, „Old Ironsides“, Ansbach
  - 1st US-Infantry Division (Mechanized), „Big Red One“ – Fort Riley – über REFORGER-Maßnahmen in den Kriegsschauplatz Deutschland verlegt
  - 3rd Infantry Division (Mechanized), Würzburg
  - 2nd Armored Cavalry Regiment, Nürnberg

- II. DE Korps, Ulm
  - 4. Panzergrenadierdivision, Regensburg
  - 1. Gebirgsdivision, Garmisch-Partenkirchen
  - 1. Luftlandedivision, Bruchsal
  - 10. Panzerdivision, Sigmaringen
  - 25. Luftlandebrigade, Calw

## Kommandeure
Die Kommandeure der Heeresgruppe CENTAG trugen den Titel Commanding General United States Army Europe (CINCUSAREUR) und Commander of CENTAG Army Group (COMCENTAG) in Personalunion.
- General Thomas T. Handy 1952
- General Charles L. Bolte 1953
- General William M. Hoge 1953–1955
- General Anthony McAuliffe 1955–1956
- General Henry I. Hodes 1956 – 1959
- General Clyde D. Eddleman 1960
- General Bruce C. Clarke 1960–1962
- General Paul L. Freeman, Jr. 1962–1965
- General Andrew P. O’Meara 1965–1967
- General James H. Polk 1967
- General Arthur S. Collins Jr. 1971
- General Michael S. Davison 1971 – 1975
- General George S. Blanchard 1975 – 1979
- General Frederick J. Kroesen 1979 – 1983
- General Glenn K. Otis 1983 – 1988
- General Crosbie E. Saint 1988–1992